# ピアノソナタ第38番 (ハイドン)
ピアノソナタ第38番 変ホ長調 作品30-4 Hob. XVI:38 は、フランツ・ヨーゼフ・ハイドンが作曲したピアノソナタ。ランドン版では第51番となっている。

## 概要
作曲された時期に関しては不明な点が多いが、1780年に第35(48)番から第39(52)番までと第20(33)番の6曲が「ソナタ集 第1巻」作品30として出版されているため、それ以前の作であることがわかっている。

## 曲の構成
全3楽章、演奏時間は約12分。
- 第1楽章 アレグロ・モデラート
変ホ長調、4分の4拍子、ソナタ形式
ソナタ形式だが、提示される主題はひとつだけで、その主題を意味ありげに提示し、明快に展開しているに過ぎない[1]。
- 第2楽章 アダージョ
ハ短調、8分の6拍子、変奏曲形式。
中間楽章の旋律はシチリアーナであり、ト長調の主和音で閉じられるが、この2つの楽章はアタッカでつなげられている。つまり、この和音は変ホ長調のⅢの和音の第3音を半音上げたものとして次の楽章の導入の役割を果たす[2]。
- 第3楽章 フィナーレ：アレグロ
変ホ長調、4分の3拍子、三部形式。
明確に明記されていないが、トリオを挟んだメヌエット楽章と同じような形式をとる[3][4]。